# Suarius fedtschenkoi
Suarius fedtschenkoi là một loài côn trùng trong họ Chrysopidae thuộc bộ Neuroptera. Loài này được McLachlan in Fedchenko miêu tả năm 1875.